# Scolopocerus secundarius
Scolopocerus secundarius är en insektsart som beskrevs av Philip Reese Uhler 1875. Scolopocerus secundarius ingår i släktet Scolopocerus och familjen bredkantskinnbaggar. Inga underarter finns listade i Catalogue of Life.